# 朴敏英
朴敏英（： Park Min-Young，1986年3月4日—），韓國女演員、模特兒，其所主演的電視劇如《成均館緋聞》、《城市獵人》、《Healer治癒者》及《金秘書為何那樣》、《她的私生活》等深受大眾喜愛。

## 演藝經歷
朴敏英於2005年6月在SK電訊廣告首次亮相，緊接著在各項廣告中以純真的美麗與活潑受到關注；2006年11月6日，在MBC電視台的情景喜劇《不可阻擋的High Kick》中飾演性格獨立的女孩姜由美，以演員身份正式出道。2007年8月6日，和梁東根、T.O.P.等人合作KBS電視台愛情喜劇《我是老師》並首次擔綱女主角，扮演古靈精怪的黑幫老大千金，憑藉該劇獲得KBS演技大賞女子新人獎。

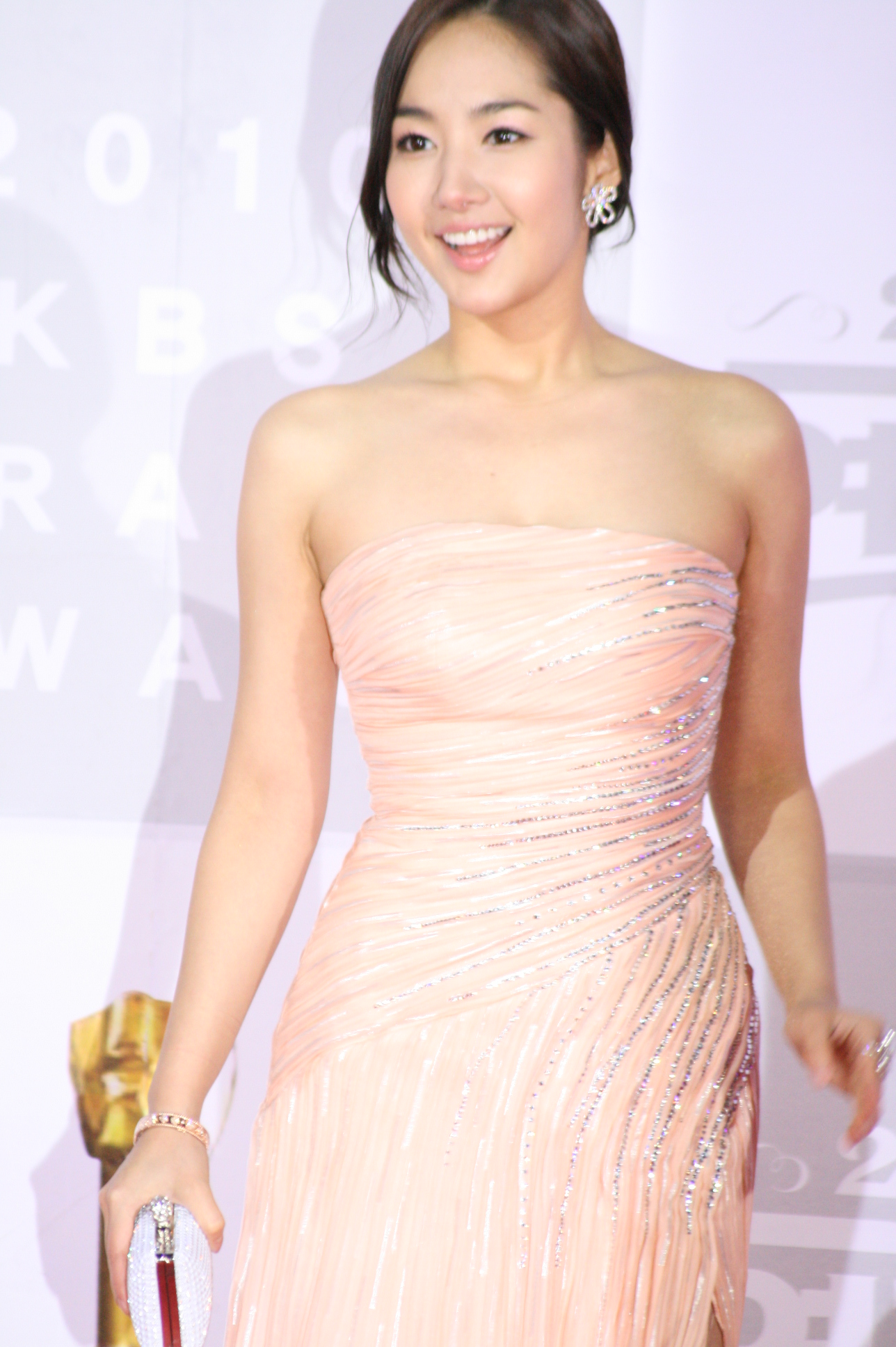
2010年的朴敏英

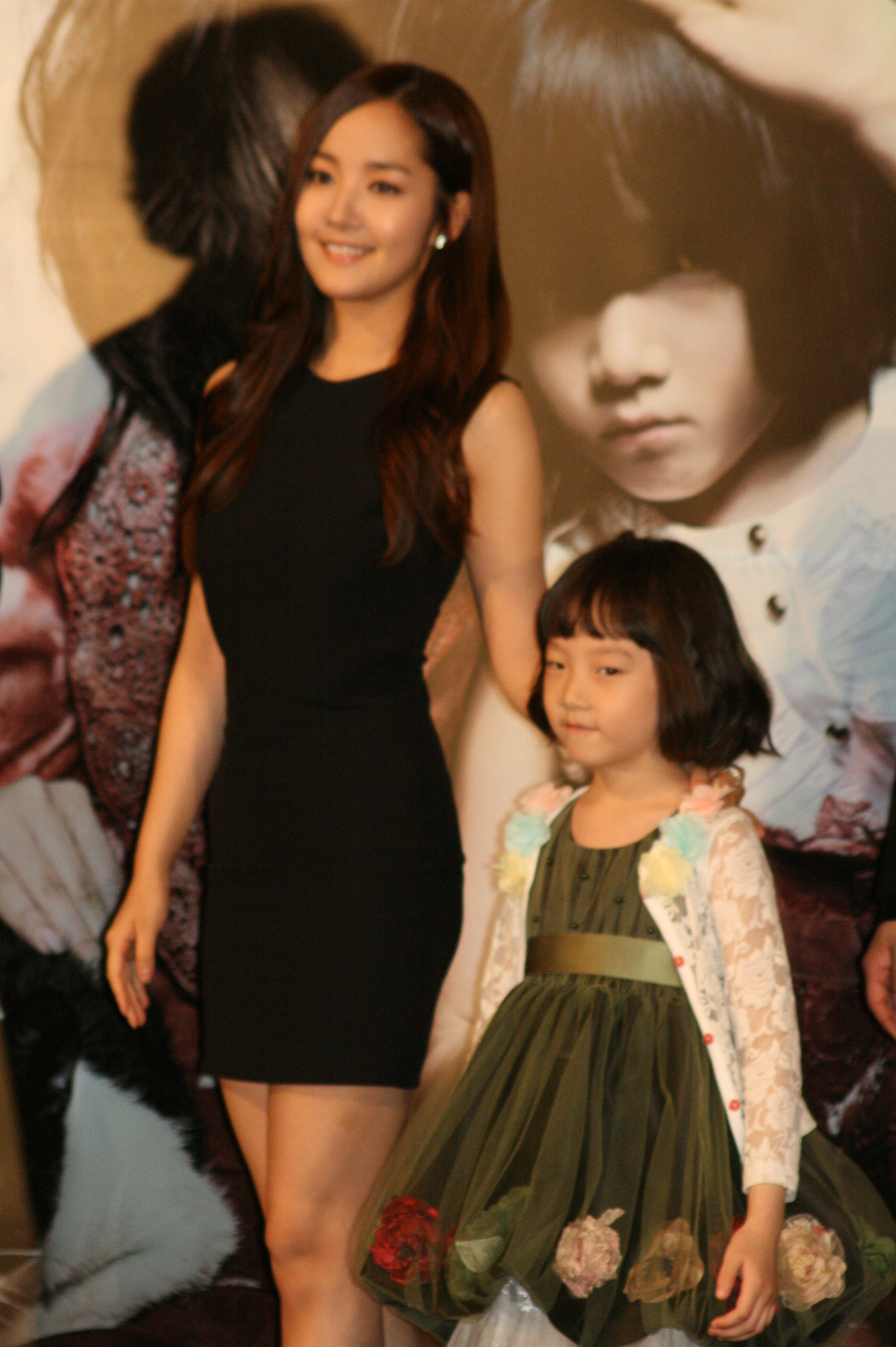
2011年朴敏英於電影《貓：看見死亡的雙眼首映會》

2010年6月10日，與白成鉉及柳演錫合作MBC電視台的青春勵志劇《跳躍的心》；同年8月30日，與朴有天、劉亞仁及宋仲基合作主演KBS電視台的古裝校園劇《成均館緋聞》，因在劇中女扮男裝的自然演技，得到觀眾讚賞也收到眾多廣告商的青睞與雜誌寫真的拍攝，並憑藉該劇獲得KBS演技大賞的女子中篇劇優秀演技獎、網路人氣獎以及最佳情侶獎。2011年5月25日，搭檔李敏鎬主演SBS電視台的愛情動作劇《城市獵人》；同年7月，首次初演大銀幕，在恐怖電影《貓：看見死亡的雙眼》中飾演被幽閉恐懼症所困擾的女主角素妍。
2014年12月8日，搭檔池昌旭與劉智泰主演KBS電視台的愛情懸疑劇《Healer》，飾演有韌性的網絡新聞社記者蔡榮信，憑藉該劇獲得KBS演技大賞的中篇電視劇部門女子優秀演技獎與最佳情侶獎。2015年5月22日赴横店影视城開拍中國大陸古裝武俠劇《錦衣夜行》，但因限韓令直到2024年9月16日才在韓國上線；同年12月，與俞承豪、南宮珉及朴誠雄聯合主演懸疑劇《Remember—兒子的戰爭》，該劇收視率高達20%以上。2016年6月6日，再度赴深圳開拍中國大陸都市愛情劇《愛雨滿森林》，但此劇到2023年12月27日才在日本的LaLa TV首播。
2017年5月31日，攜手延宇振與李東健主演KBS電視台古裝劇《七日的王妃》，飾演夢想著單純愛情卻不得不接受政治聯姻的端敬王后慎彩景。2018年6月6日，與朴敘俊共同主演tvN電視台《金秘書為何那樣》，飾演有名集團副會長隨行秘書金微笑，開播後掀起一股「金秘書」風潮，收視率和話題度都居高不下，被譽為2018年最佳的浪漫愛情漫改喜劇。2019年4月10日， 與金材昱主演tvN電視台改編自網路小說的《她的私生活》，飾演對外是能力出眾的美術館策展人、在家則是沉迷於偶像的宅女迷妹成德美，再度成為愛情戲的收視保證。 

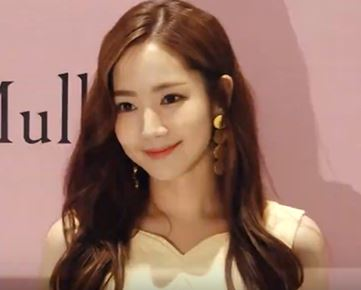
2018年的朴敏英

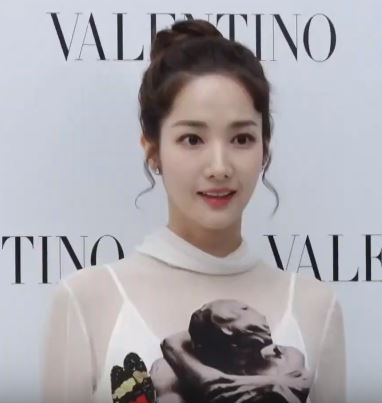
2019年朴敏英出席在首爾舉行的品牌活動

2020年2月24日，與徐康俊主演改編自李道宇同名小說的JTBC電視台療癒愛情劇《天氣好的話，我會去找你》。2022年2月12日，與宋江主演辦公室愛情劇《氣象廳的人們：社內戀愛殘酷史篇》，也是朴敏英與金美京四度搭檔母女的作品；同年9月21日，與高庚杓、金宰永合作《月水金火木土》。

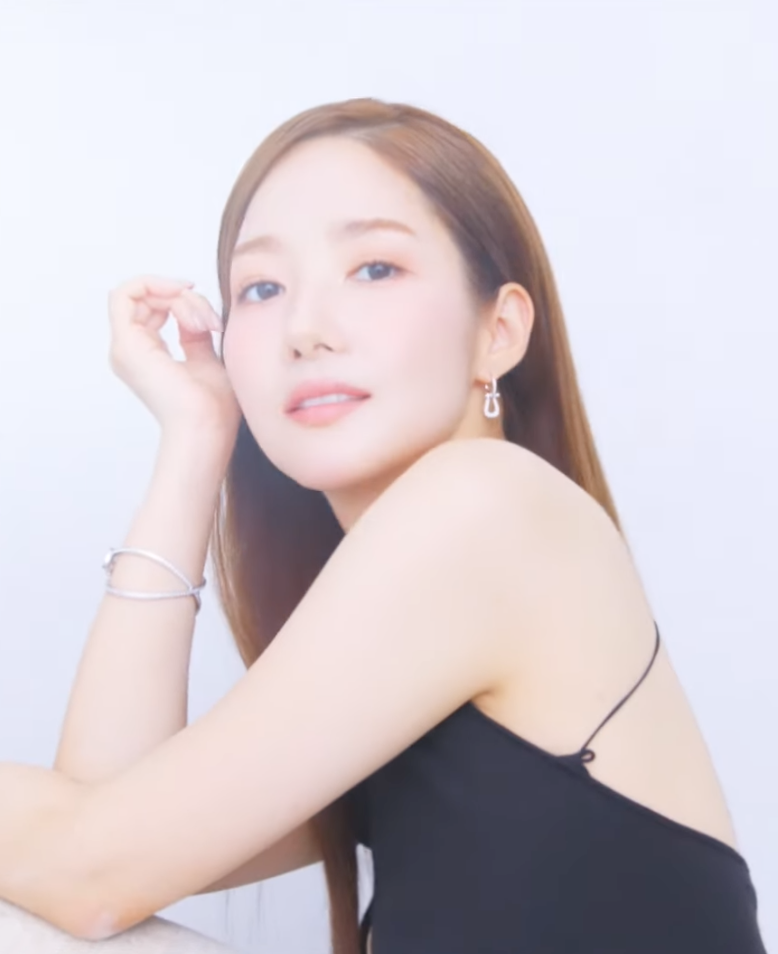
2022年朴敏英接受ELLE TAIWAN專訪

2024年1月1日，朴敏英挑戰重生復仇體裁，與羅人友搭檔出演改編自熱門小說與漫畫的tvN月火檔連續劇《和我老公結婚吧》，播出後的高收視率讓她穩坐收視女王寶座。

## 影视作品

### 劇集
| 年份   | 播放平台 | 劇名                               | 角色           | 備註 |
| 2006年 | MBC      | 《不可阻擋的High Kick》            | 姜由美         | 配角 |
| 2007年 | KBS2     | 《我是老師》                       | 劉恩星         | 主演 |
| 2008年 | KBS2     | 《傳說的故鄉》                     | 九尾狐／李明玉 | 主演 |
| 2009年 | SBS      | 《自鳴鼓》                         | 樂浪公主 羅姬  | 主演 |
| 2010年 | MBC      | 《跳躍的心》                       | 文行珠         | 主演 |
| 2010年 | KBS      | 《成均館緋聞》                     | 金允熙（大物） | 主演 |
| 2011年 | SBS      | 《城市獵人》                       | 金娜娜         | 主演 |
| 2011年 | KBS      | 《榮光的在仁》                     | 尹在仁         | 主演 |
| 2012年 | MBC      | 《Dr. JIN》                        | 洪永來／劉美娜 | 主演 |
| 2014年 | MBC      | 《改過遷善》                       | 李智允         | 主演 |
| 2014年 | KBS      | 《Healer》                         | 蔡英信／吳智安 | 主演 |
| 2015年 | SBS      | 《Remember—兒子的戰爭》            | 李仁雅         | 主演 |
| 2017年 | KBS2     | 《七日的王妃》                     | 慎彩景         | 主演 |
| 2018年 | tvN      | 《金秘書為何那樣》                 | 金微笑         | 主演 |
| 2019年 | tvN      | 《她的私生活》                     | 成德美         | 主演 |
| 2020年 | JTBC     | 《天氣好的話，我會去找你》         | 穆海媛         | 主演 |
| 2022年 | JTBC     | 《氣象廳的人們：社內戀愛殘酷史篇》 | 陳夏京         | 主演 |
| 2022年 | tvN      | 《月水金火木土》                   | 崔尚恩         | 主演 |
| 2023年 | LaLa TV  | 《愛雨滿森林》                     | 許真           | 主演 |
| 2024年 | tvN      | 《和我老公結婚吧》                 | 姜智媛         | 主演 |
| 2024年 | TVING    | 《錦衣夜行》                       | 謝雨霏         | 主演 |
| 2025年 | TV朝鮮   | 《行騙天下KR》                     | 尹依朗         | 主演 |
| 2026年 | tvN      | 《Siren》                          | 韓雪雅         | 主演 |

### 電影
| 年份   | 片名                   | 角色 | 性質 |
| 2011年 | 《貓：看見死亡的雙眼》 | 素妍 | 主演 |

### MV
| 年份   | 歌曲名稱               | 演唱歌手       | 合作對象 | 備註   |
| 2007年 | 〈說要離別〉           | 金勇鎮（아이） | 宋鍾鎬   | [ 26 ] |
| 2008年 | 〈Haru Haru 一天一天〉 | BIGBANG        | BIGBANG  | [ 27 ] |
| 2009年 | 〈戀愛小說〉           | Gavy NJ        | 李洙赫   | [ 28 ] |

## 綜藝節目
| 播出日期            | 播放平台 | 節目名稱                        | 集數 | 合作藝人                                       | 備註     |
| 2018年5月4日—6月1日 | Netflix  | 《Busted！明星來解謎》          | 10   | 劉在錫、李光洙、安在旭、金鍾旼、吳世勳、金世正 | 固定成員 |
| 2019年11月8日       | Netflix  | 《Busted！明星來解謎 (第二季)》 | 10   | 劉在錫、金鍾旼、李昇基、吳世勳、金世正、安在旭 | 固定成員 |
| 2021年1月22日       | Netflix  | 《Busted！明星來解謎 (第三季)》 | 8    | 劉在錫、李光洙、金鍾旼、李昇基、吳世勳、金世正 | 固定成員 |

## 主持
| 年份   | 節目名稱       | 合作藝人       | 備註   |
| 2014年 | KBS演技大賞    | 金相慶、徐仁國 | [ 32 ] |
| 2019年 | 第33屆金唱片獎 | 李昇基         | [ 33 ] |

## 獎項榮譽
| 年份   | 名稱                                                 | 獎項                                | 作品                         | 結果 | 參     |
| 2007年 | KBS演技大賞                                          | 女子新人獎                          | 《我是老師》                 | 獲獎 | [ 34 ] |
| 2007年 | MBC演藝大賞                                          | 情景喜劇部門 新人獎                 | 《不可阻擋的High Kick》      | 獲獎 | [ 35 ] |
| 2008年 | 亞洲模特兒大獎                                       | 亞洲特別獎                          | 不適用                       | 獲獎 | [ 36 ] |
| 2008年 | 第44屆百想藝術大賞                                   | 電視部門 女新人演技獎               | 《我是老師》                 | 提名 | [ 37 ] |
| 2008年 | KBS演技大賞                                          | 女子獨幕劇優秀演技獎                | 《傳說的故鄉》               | 獲獎 | [ 38 ] |
| 2010年 | KBS演技大賞                                          | 女子中篇劇優秀演技獎                | 《成均館緋聞》               | 獲獎 | [ 39 ] |
| 2010年 | KBS演技大賞                                          | 網路人氣獎                          | 《成均館緋聞》               | 獲獎 | [ 39 ] |
| 2010年 | KBS演技大賞                                          | 最佳情侶獎（與朴有天）              | 《成均館緋聞》               | 獲獎 | [ 39 ] |
| 2011年 | 第47屆百想藝術大賞                                   | 女子最優秀演技獎                    | 《成均館緋聞》               | 提名 | [ 40 ] |
| 2011年 | 首爾國際電視節                                       | 韓流最佳女演員                      | 《成均館緋聞》               | 提名 | [ 41 ] |
| 2011年 | 韓國電視劇節                                         | 女子最優秀演技賞                    | 《成均館緋聞》、《城市獵人》 | 提名 | [ 42 ] |
| 2011年 | SBS演技大賞                                          | 中篇電視劇 女子最優秀演技獎         | 《城市獵人》                 | 提名 | [ 43 ] |
| 2011年 | SBS演技大賞                                          | 最佳情侶獎（與李敏鎬）              | 《城市獵人》                 | 提名 | [ 44 ] |
| 2011年 | KBS演技大賞                                          | 女子最優秀演技獎                    | 《榮光的在仁》               | 提名 | [ 45 ] |
| 2011年 | KBS演技大賞                                          | 女子中篇劇優秀演技獎                | 《榮光的在仁》               | 獲獎 | [ 46 ] |
| 2012年 | 第十六屆全球華語榜中榜                               | 亞洲影響力韓國風尚女藝人            | 不適用                       | 獲獎 | [ 47 ] |
| 2014年 | MBC演技大賞                                          | 迷你劇部門 女子優秀演技獎           | 《改過遷善》                 | 提名 | [ 48 ] |
| 2014年 | KBS演技大賞                                          | 中篇電視劇部門 女子優秀演技獎       | 《Healer治癒者》             | 獲獎 | [ 49 ] |
| 2014年 | KBS演技大賞                                          | 最佳情侶獎（與池昌旭）              | 《Healer治癒者》             | 獲獎 | [ 49 ] |
| 2015年 | 亞洲模特兒大獎                                       | 亞洲特別獎                          | 不適用                       | 獲獎 | [ 50 ] |
| 2016年 | 第4屆DramaFever Awards                               | 最佳情侶獎（與池昌旭）              | 《Healer治癒者》             | 獲獎 | [ 51 ] |
| 2016年 | SBS演技大賞                                          | 幻想、體裁類電視劇 女子最優秀演技獎 | 《Remember—兒子的戰爭》      | 提名 | [ 52 ] |
| 2017年 | 第2屆亞洲明星盛典                                    | Best Celebrity獎                    | 不適用                       | 獲獎 | [ 53 ] |
| 2017年 | KBS演技大賞                                          | 中篇電視劇部門 女子優秀演技獎       | 《七日的王妃》               | 提名 | [ 54 ] |
| 2018年 | 第六屆APAN Star Awards                               | 女子中篇劇優秀演技獎                | 《金秘書為何那樣》           | 提名 | [ 55 ] |
| 2018年 | 第六屆APAN Star Awards                               | K-Star人氣女演員獎                  | 《金秘書為何那樣》           | 獲獎 | [ 56 ] |
| 2018年 | 第13屆亞洲電視戲劇大會 （Asian TV Drama Conference） | 特別表彰獎                          | 《金秘書為何那樣》           | 獲獎 | [ 57 ] |
| 2018年 | 第23屆消費者日KCA文化演藝頒獎典禮                    | 觀眾票選年度最佳演員                | 《金秘書為何那樣》           | 獲獎 | [ 58 ] |
| 2019年 | 第14屆Soompi Awards                                  | 年度最佳演技獎                      | 《金秘書為何那樣》           | 獲獎 | [ 59 ] |
| 2019年 | 第4屆亞洲明星盛典                                    | Asia Celebrity獎                    | 不適用                       | 獲獎 | [ 60 ] |
| 2019年 | 第4屆亞洲明星盛典                                    | Best Artist獎                       | 不適用                       | 獲獎 | [ 60 ] |
| 2021年 | 第55屆納稅人日                                       | 藝人模範納稅者總統表彰              | 不適用                       | 獲獎 | [ 61 ] |
| 2022年 | 亞洲明星盛典                                         | Hot Trend獎                         | 不適用                       | 獲獎 | [ 62 ] |
| 2022年 | 亞洲明星盛典                                         | Best Artist獎                       | 不適用                       | 獲獎 | [ 62 ] |
| 2024年 | 第15屆韓國電視劇節                                   | 最優秀女演員獎                      | 《和我老公結婚吧》           | 提名 | [ 63 ] |
| 2024年 | 第15屆韓國電視劇節                                   | 最佳情侶獎（與羅人友）              | 《和我老公結婚吧》           | 提名 | [ 63 ] |
| 2024年 | 第9屆亞洲明星盛典                                    | 年度最佳女主角獎                    | 《和我老公結婚吧》           | 獲獎 | [ 64 ] |
| 2024年 | 第9屆亞洲明星盛典                                    | Best Artist獎                       | 《和我老公結婚吧》           | 獲獎 | [ 64 ] |

## 外部連結
- 朴敏英的Instagram帳戶 
- YouTube上的朴敏英頻道
- 朴敏英在NAVER上的资料
- 朴敏英在Daum上的资料